# Cardinalità

L'insieme formato da questi solidi platonici ha cardinalità uguale a cinque

In teoria degli insiemi per cardinalità (o numerosità o potenza) di un insieme finito si intende il numero dei suoi elementi.
La cardinalità di un insieme {\displaystyle A} è indicata con i simboli {\displaystyle \left\vert A\right\vert }, {\displaystyle \#(A)} oppure {\displaystyle \operatorname {card} (A)}.

## Definizione
La definizione, valida anche per insiemi infiniti, è astratta ed è una generalizzazione del concetto di numero naturale.
La definizione segue i seguenti passi:
1. due insiemi A e B si dicono equicardinali o equipotenti o anche "equinumerosi" se fra i loro elementi si può stabilire una corrispondenza biunivoca, vale a dire, se a ogni elemento di A si può associare uno e un solo elemento di B, e viceversa;
2. si constata che l'equicardinalità è una relazione di equivalenza (in realtà essa gode solamente delle proprietà che caratterizzano le relazioni d'equivalenza ma in teoria assiomatica degli insiemi non è una relazione d'equivalenza a causa del fatto che: " l'insieme di tutti gli insiemi equipotenti a un assegnato insieme A" non è un insieme, ma una classe propria). Si dice che due insiemi hanno la stessa cardinalità (o la stessa potenza) se sono equicardinali;
3. gli insiemi finiti si possono collocare in classi di equicardinalità e ciascuna di queste classi di equivalenza può essere rappresentata dall'intero naturale che fornisce il numero di ciascuno degli insiemi; quindi gli interi naturali possono essere identificati con le potenze degli insiemi finiti;
4. si considera la classe degli insiemi che si possono porre in biiezione con l'insieme dei naturali: questa classe si dice cardinalità del numerabile e si può considerare come un numero; questo si denota con il simbolo {\displaystyle \aleph _{0}}, da leggersi aleph-zero;
5. indichiamo con {\displaystyle \aleph _{1}} la più piccola cardinalità più che numerabile. Questo processo può proseguire e si può individuare una successione di entità {\displaystyle \aleph _{0},\aleph _{1},\aleph _{2},\ldots } che si dicono numeri cardinali transfiniti;
6. si considera la classe degli insiemi che si possono porre in biiezione con i numeri reali (o con i numeri reali dell'intervallo [0,1]): questa classe si dice cardinalità del continuo e si può considerare come un numero che si denota con {\displaystyle \mathbf {c} }. L'Ipotesi del continuo afferma {\displaystyle \mathbf {c} =\aleph _{1}};
7. si considera la classe degli insiemi che si possono porre in biiezione con la totalità delle funzioni di variabile reale a valori reali; questa classe si dice cardinalità delle funzioni e si denota con {\displaystyle 2^{\mathbf {c} }}. Secondo l'ipotesi del continuo generalizzata {\displaystyle 2^{\mathbf {c} }=\aleph _{2}}.

È fondamentale il teorema di Cantor-Bernstein:
siano {\displaystyle A} e {\displaystyle B} due insiemi; se esistono un'applicazione iniettiva {\displaystyle f} di {\displaystyle A} in {\displaystyle B} e un'applicazione iniettiva {\displaystyle g} di {\displaystyle B} in {\displaystyle A,} allora {\displaystyle A} e {\displaystyle B} sono equipotenti.
Ad esempio, l'intervallo di numeri reali {\displaystyle (0,1)} è equipotente all'intervallo {\displaystyle (0,1];} infatti la funzione {\displaystyle f\colon (0,1)\to (0,1],} {\displaystyle f(x)=x} è iniettiva, ma anche la funzione {\displaystyle g\colon (0,1]\to (0,1),} {\displaystyle g(x)=x/2} è iniettiva, quindi per il teorema di Cantor-Bernstein gli insiemi {\displaystyle (0,1)} e {\displaystyle (0,1]} sono equipotenti.